# (5753) Yoshidatadahiko
(5753) Yoshidatadahiko est un astéroïde de la ceinture principale.

## Description
(5753) Yoshidatadahiko est un astéroïde de la ceinture principale. Il fut découvert le 4 mars 1992 à Kitami par Kin Endate et Kazuro Watanabe. Il présente une orbite caractérisée par un demi-grand axe de 2,27 UA, une excentricité de 0,16 et une inclinaison de 8,6° par rapport à l'écliptique.

## Compléments